# Elecciones a la Asamblea Regional de Murcia de 2007
Las elecciones a la Asamblea Regional de Murcia de 2007 se celebraron el 27 de mayo.

## Por circunscripciones
| ← Elecciones a la Asamblea Regional de Murcia de 2007 → | |                |         |        |           |     |
| Circunscripción                                         | Censo | Partido        | Votos   | %      | Diputados | +/- |
| Primera 7 diputados                                     | - Censo: 144.689 - Votantes: 101.921 (70,44%) - Abstención: 42.768 (29,56%) - Nulos: 1.394 (1,37%) - Válidos: 100.527 - Blancos: 1.343 (1.32%) - A candidaturas: 99.184   | PP             | 55.534  | 55,24% | 5         | 1   |
| Primera 7 diputados                                     | - Censo: 144.689 - Votantes: 101.921 (70,44%) - Abstención: 42.768 (29,56%) - Nulos: 1.394 (1,37%) - Válidos: 100.527 - Blancos: 1.343 (1.32%) - A candidaturas: 99.184   | PSOE           | 33.197  | 33,02% | 2         | 1   |
| Primera 7 diputados                                     | - Censo: 144.689 - Votantes: 101.921 (70,44%) - Abstención: 42.768 (29,56%) - Nulos: 1.394 (1,37%) - Válidos: 100.527 - Blancos: 1.343 (1.32%) - A candidaturas: 99.184   | (IU+LV) RM     | 8.629   | 8,58%  | 0         | =   |
| Primera 7 diputados                                     | - Censo: 144.689 - Votantes: 101.921 (70,44%) - Abstención: 42.768 (29,56%) - Nulos: 1.394 (1,37%) - Válidos: 100.527 - Blancos: 1.343 (1.32%) - A candidaturas: 99.184   | CCR            | 836     | 0,83%  | 0         | =   |
| Primera 7 diputados                                     | - Censo: 144.689 - Votantes: 101.921 (70,44%) - Abstención: 42.768 (29,56%) - Nulos: 1.394 (1,37%) - Válidos: 100.527 - Blancos: 1.343 (1.32%) - A candidaturas: 99.184   | CDL            | 681     | 0,68%  | 0         | =   |
| Primera 7 diputados                                     | - Censo: 144.689 - Votantes: 101.921 (70,44%) - Abstención: 42.768 (29,56%) - Nulos: 1.394 (1,37%) - Válidos: 100.527 - Blancos: 1.343 (1.32%) - A candidaturas: 99.184   | FE de las JONS | 183     | 0,18%  | 0         | =   |
| Primera 7 diputados                                     | - Censo: 144.689 - Votantes: 101.921 (70,44%) - Abstención: 42.768 (29,56%) - Nulos: 1.394 (1,37%) - Válidos: 100.527 - Blancos: 1.343 (1.32%) - A candidaturas: 99.184   | CENTRISTAS.ORG | 124     | 0,12%  | 0         | =   |
| Segunda 11 diputados                                    | - Censo: 222.659 - Votantes: 135.722 (60,96%) - Abstención: 86.937 (39,04%) - Nulos: 851 (0,63%) - Válidos: 134.871 - Blancos: 1.582 (1,17%) - A candidaturas: 133.289    | PP             | 77.446  | 57,42% | 7         | =   |
| Segunda 11 diputados                                    | - Censo: 222.659 - Votantes: 135.722 (60,96%) - Abstención: 86.937 (39,04%) - Nulos: 851 (0,63%) - Válidos: 134.871 - Blancos: 1.582 (1,17%) - A candidaturas: 133.289    | PSOE           | 43.371  | 32,16% | 4         | 1   |
| Segunda 11 diputados                                    | - Censo: 222.659 - Votantes: 135.722 (60,96%) - Abstención: 86.937 (39,04%) - Nulos: 851 (0,63%) - Válidos: 134.871 - Blancos: 1.582 (1,17%) - A candidaturas: 133.289    | (IU+LV) RM     | 6.347   | 4,71%  | 0         | =   |
| Segunda 11 diputados                                    | - Censo: 222.659 - Votantes: 135.722 (60,96%) - Abstención: 86.937 (39,04%) - Nulos: 851 (0,63%) - Válidos: 134.871 - Blancos: 1.582 (1,17%) - A candidaturas: 133.289    | CCR            | 4.423   | 3,28%  | 0         | =   |
| Segunda 11 diputados                                    | - Censo: 222.659 - Votantes: 135.722 (60,96%) - Abstención: 86.937 (39,04%) - Nulos: 851 (0,63%) - Válidos: 134.871 - Blancos: 1.582 (1,17%) - A candidaturas: 133.289    | CDL            | 1.348   | 1%     | 0         | =   |
| Segunda 11 diputados                                    | - Censo: 222.659 - Votantes: 135.722 (60,96%) - Abstención: 86.937 (39,04%) - Nulos: 851 (0,63%) - Válidos: 134.871 - Blancos: 1.582 (1,17%) - A candidaturas: 133.289    | DN             | 354     | 0,26%  | 0         | =   |
| Tercera 20 diputados                                    | - Censo: 484.530 - Votantes: 333.770 (68,89%) - Abstención: 150.760 (31,11%) - Nulos: 2.022 (0,61%) - Válidos: 331.748 - Blancos: 4.561 (1,37%) - A candidaturas: 327.187 | PP             | 204.522 | 61,65% | 13        | =   |
| Tercera 20 diputados                                    | - Censo: 484.530 - Votantes: 333.770 (68,89%) - Abstención: 150.760 (31,11%) - Nulos: 2.022 (0,61%) - Válidos: 331.748 - Blancos: 4.561 (1,37%) - A candidaturas: 327.187 | PSOE           | 98.794  | 29.78% | 6         | 1   |
| Tercera 20 diputados                                    | - Censo: 484.530 - Votantes: 333.770 (68,89%) - Abstención: 150.760 (31,11%) - Nulos: 2.022 (0,61%) - Válidos: 331.748 - Blancos: 4.561 (1,37%) - A candidaturas: 327.187 | (IU+LV) RM     | 19.458  | 5,87%  | 1         | =   |
| Tercera 20 diputados                                    | - Censo: 484.530 - Votantes: 333.770 (68,89%) - Abstención: 150.760 (31,11%) - Nulos: 2.022 (0,61%) - Válidos: 331.748 - Blancos: 4.561 (1,37%) - A candidaturas: 327.187 | CCR            | 2.052   | 0,62%  | 0         | =   |
| Tercera 20 diputados                                    | - Censo: 484.530 - Votantes: 333.770 (68,89%) - Abstención: 150.760 (31,11%) - Nulos: 2.022 (0,61%) - Válidos: 331.748 - Blancos: 4.561 (1,37%) - A candidaturas: 327.187 | CDL            | 1.247   | 0,38%  | 0         | =   |
| Tercera 20 diputados                                    | - Censo: 484.530 - Votantes: 333.770 (68,89%) - Abstención: 150.760 (31,11%) - Nulos: 2.022 (0,61%) - Válidos: 331.748 - Blancos: 4.561 (1,37%) - A candidaturas: 327.187 | FE de las JONS | 591     | 0,18%  | 0         | =   |
| Tercera 20 diputados                                    | - Censo: 484.530 - Votantes: 333.770 (68,89%) - Abstención: 150.760 (31,11%) - Nulos: 2.022 (0,61%) - Válidos: 331.748 - Blancos: 4.561 (1,37%) - A candidaturas: 327.187 | DN             | 523     | 0,16%  | 0         | =   |
| Cuarta 4 diputados                                      | - Censo: 71.411 - Votantes: 55.002 (77,02%) - Abstención: 16.409 (22,98%) - Nulos: 400 (0,73%) - Válidos: 54.602 - Blancos: 466 (0,85%) - A candidaturas: 54.136          | PP             | 27.621  | 50,59% | 2         | =   |
| Cuarta 4 diputados                                      | - Censo: 71.411 - Votantes: 55.002 (77,02%) - Abstención: 16.409 (22,98%) - Nulos: 400 (0,73%) - Válidos: 54.602 - Blancos: 466 (0,85%) - A candidaturas: 54.136          | PSOE           | 22.850  | 41,85% | 2         | =   |
| Cuarta 4 diputados                                      | - Censo: 71.411 - Votantes: 55.002 (77,02%) - Abstención: 16.409 (22,98%) - Nulos: 400 (0,73%) - Válidos: 54.602 - Blancos: 466 (0,85%) - A candidaturas: 54.136          | (IU+LV) RM     | 3.169   | 5,8%   | 0         | =   |
| Cuarta 4 diputados                                      | - Censo: 71.411 - Votantes: 55.002 (77,02%) - Abstención: 16.409 (22,98%) - Nulos: 400 (0,73%) - Válidos: 54.602 - Blancos: 466 (0,85%) - A candidaturas: 54.136          | CDL            | 420     | 0,77%  | 0         | =   |
| Cuarta 4 diputados                                      | - Censo: 71.411 - Votantes: 55.002 (77,02%) - Abstención: 16.409 (22,98%) - Nulos: 400 (0,73%) - Válidos: 54.602 - Blancos: 466 (0,85%) - A candidaturas: 54.136          | CDR            | 76      | 0,14%  | 0         | =   |
| Quinta 3 diputados                                      | - Censo: 39.932 - Votantes: 28.628 (71,69%) - Abstención: 11.304 (28,31%) - Nulos: 305 (1,07%) - Válidos: 28.323 - Blancos: 690 (2,41%) - A candidaturas: 27.633          | PP             | 13.888  | 49,03% | 2         | =   |
| Quinta 3 diputados                                      | - Censo: 39.932 - Votantes: 28.628 (71,69%) - Abstención: 11.304 (28,31%) - Nulos: 305 (1,07%) - Válidos: 28.323 - Blancos: 690 (2,41%) - A candidaturas: 27.633          | PSOE           | 9.786   | 34,55% | 1         | =   |
| Quinta 3 diputados                                      | - Censo: 39.932 - Votantes: 28.628 (71,69%) - Abstención: 11.304 (28,31%) - Nulos: 305 (1,07%) - Válidos: 28.323 - Blancos: 690 (2,41%) - A candidaturas: 27.633          | (IU+LV) RM     | 3.030   | 10,7%  | 0         | =   |
| Quinta 3 diputados                                      | - Censo: 39.932 - Votantes: 28.628 (71,69%) - Abstención: 11.304 (28,31%) - Nulos: 305 (1,07%) - Válidos: 28.323 - Blancos: 690 (2,41%) - A candidaturas: 27.633          | CCR            | 752     | 2,66%  | 0         | =   |
| Quinta 3 diputados                                      | - Censo: 39.932 - Votantes: 28.628 (71,69%) - Abstención: 11.304 (28,31%) - Nulos: 305 (1,07%) - Válidos: 28.323 - Blancos: 690 (2,41%) - A candidaturas: 27.633          | DN             | 129     | 0,46%  | 0         | =   |
| Quinta 3 diputados                                      | - Censo: 39.932 - Votantes: 28.628 (71,69%) - Abstención: 11.304 (28,31%) - Nulos: 305 (1,07%) - Válidos: 28.323 - Blancos: 690 (2,41%) - A candidaturas: 27.633          | CDL            | 48      | 0,17%  | 0         | =   |

## Investidura de los nuevos cargos
| ← Elecciones a la Asamblea Regional de Murcia de 2007 → |                                                           |                      |         |       |         |     |
| Presidente y gobierno | Partido                                                   | Candidato            | Votos   | %     | Escaños | +/- |
| - Presidente: Ramón Luis Valcárcel - Gobierno: PP - Censo: 963.221 - Votantes: 655.043 (68,01%) - Abstención: 308.178 (31,99%) - Válidos: 650.071 - A candidatura: 641.429 (98,7%) | Partido Popular (PP)                                      | Ramón Luis Valcárcel | 379.011 | 58,30 | 29      | +1  |
| - Presidente: Ramón Luis Valcárcel - Gobierno: PP - Censo: 963.221 - Votantes: 655.043 (68,01%) - Abstención: 308.178 (31,99%) - Válidos: 650.071 - A candidatura: 641.429 (98,7%) | Partido Socialista de la Región de Murcia (PSRM-PSOE)     | Pedro Saura          | 207.998 | 32,00 | 15      | -1  |
| - Presidente: Ramón Luis Valcárcel - Gobierno: PP - Censo: 963.221 - Votantes: 655.043 (68,01%) - Abstención: 308.178 (31,99%) - Válidos: 650.071 - A candidatura: 641.429 (98,7%) | Izquierda Unida-Verdes de la Región de Murcia ((IU+LV)RM) | José Antonio Pujante | 40.633  | 6,25  | 1       | =   |
| - Presidente: Ramón Luis Valcárcel - Gobierno: PP - Censo: 963.221 - Votantes: 655.043 (68,01%) - Abstención: 308.178 (31,99%) - Válidos: 650.071 - A candidatura: 641.429 (98,7%) | Coalición Ciudadana Regional (CCR)                        | Diego de Ramón       | 8.139   | 1,25  | 0       |     |
| - Presidente: Ramón Luis Valcárcel - Gobierno: PP - Censo: 963.221 - Votantes: 655.043 (68,01%) - Abstención: 308.178 (31,99%) - Válidos: 650.071 - A candidatura: 641.429 (98,7%) | Centro Democrático Liberal (CDL)                          |                      | 3.744   | 0,58  | 0       |     |
| - Presidente: Ramón Luis Valcárcel - Gobierno: PP - Censo: 963.221 - Votantes: 655.043 (68,01%) - Abstención: 308.178 (31,99%) - Válidos: 650.071 - A candidatura: 641.429 (98,7%) | Democracia Nacional (DN)                                  |                      | 1.006   | 0,15  | 0       |     |
| - Presidente: Ramón Luis Valcárcel - Gobierno: PP - Censo: 963.221 - Votantes: 655.043 (68,01%) - Abstención: 308.178 (31,99%) - Válidos: 650.071 - A candidatura: 641.429 (98,7%) | Falange Española de las JONS (FE-JONS)                    |                      | 774     | 0,12  | 0       |     |
| - Presidente: Ramón Luis Valcárcel - Gobierno: PP - Censo: 963.221 - Votantes: 655.043 (68,01%) - Abstención: 308.178 (31,99%) - Válidos: 650.071 - A candidatura: 641.429 (98,7%) | Organización Nacional Centristas (Centristas.org)         |                      | 124     | 0,02  | 0       |     |
| - Presidente: Ramón Luis Valcárcel - Gobierno: PP - Censo: 963.221 - Votantes: 655.043 (68,01%) - Abstención: 308.178 (31,99%) - Válidos: 650.071 - A candidatura: 641.429 (98,7%) | En blanco                                                 | N/A                  | 8.642   | 1,3   | N/A     | N/A |
| - Presidente: Ramón Luis Valcárcel - Gobierno: PP - Censo: 963.221 - Votantes: 655.043 (68,01%) - Abstención: 308.178 (31,99%) - Válidos: 650.071 - A candidatura: 641.429 (98,7%) | Nulos                                                     | N/A                  | 4.972   |       | N/A     | N/A |

### Investidura del presidente autonómico de la Región de Murcia
| Candidato                 | Fecha                                                   | Voto       |    |    |   | Total |
| ------------------------- | ------------------------------------------------------- | ---------- | -- | -- | - | ----- |
| Ramón Luis Valcárcel (PP) | 26 de junio de 2007 Mayoría requerida: Absoluta (23/45) | Sí         | 29 |    |   | 29/45 |
| Ramón Luis Valcárcel (PP) | 26 de junio de 2007 Mayoría requerida: Absoluta (23/45) | No         |    | 15 | 1 | 16/45 |
| Ramón Luis Valcárcel (PP) | 26 de junio de 2007 Mayoría requerida: Absoluta (23/45) | Abstención |    |    |   | 0/45  |